# 27130 Діпаола
27130 Діпаола (27130 Dipaola) — астероїд головного поясу, відкритий 8 грудня 1998 року.
Тіссеранів параметр щодо Юпітера — 3,418.